# Andina
Andina est une commune rurale malgache située dans la partie ouest de la région d'Amoron'i Mania.

## Géographie
Il se trouve à 17km de la ville d'Ambositra en passant par la Commune d'Ivony. Plus célèbre pour ses rizières en terrasse, les 15 fokontany composant la commune présente des diversités avec la plaine de Sahasaonjo qui se trouve entre les fokontany d'Antsimondrano et de Tanananomby ainsi que la plaine d'Ankoetrika dans le fokontany d'Ampasina et la plaine de Mahaimandry dans le Fokontany d'Ambinome. Des reliefs limitent la Commune d'Andina des autres Communes voisines: Vohibaranga  pour la commune d'Ambatomarina, Vohidramira pour la commune d'Anjoman'Akona,  Vatomavo à l'ouest pour la Commune d'Ihadilanana, Ampamoa au nord pour la Commune de Tsarasaotra, Antanimamovoka à l'est pour la Commune d'Ambositra II, Voromanga au sud est pour la Commune d'Ivony. Le fleuve d'Ivato traverse la Commune de l'Est à l'Ouest, des petits cours d'eau sillonnent les bassins versants. La partie occidentale de la commune est plus riche en agriculture à cause de la fertilité du sol et de la température relativement plus élevée par rapport à la partie orientale.

## Démographie
La population d'Andina en 2019 est de 25 600 têtes réparties inégalement dans les 15 fokontany avec plus de la moitié âgée de moins de 20 ans.